# La Galissonnière (incrociatore)
Il La Galissonnière fu un incrociatore leggero della Marine nationale francese, prima unità dell'omonima classe ed entrato in servizio nell'aprile 1936. Operativo durante la seconda guerra mondiale, rimase in servizio sotto il governo della Francia di Vichy finendo per essere autoaffondato dal suo stesso equipaggio il 27 novembre a Tolone per evitare che cadesse in mano ai tedeschi.

## Storia
Impostata il 15 dicembre 1931 nei cantieri dell'arsenale navale di Brest, la nave fu varata il 18 novembre 1933 con il nome di La Galissonnière in onore di Roland-Michel Barrin de La Galissonière, ammiraglio francese del XVIII secolo; l'unità entrò poi in servizio il 1º aprile 1936, venendo assegnata alla 3ª Divisione incrociatori operativa nel mar Mediterraneo.

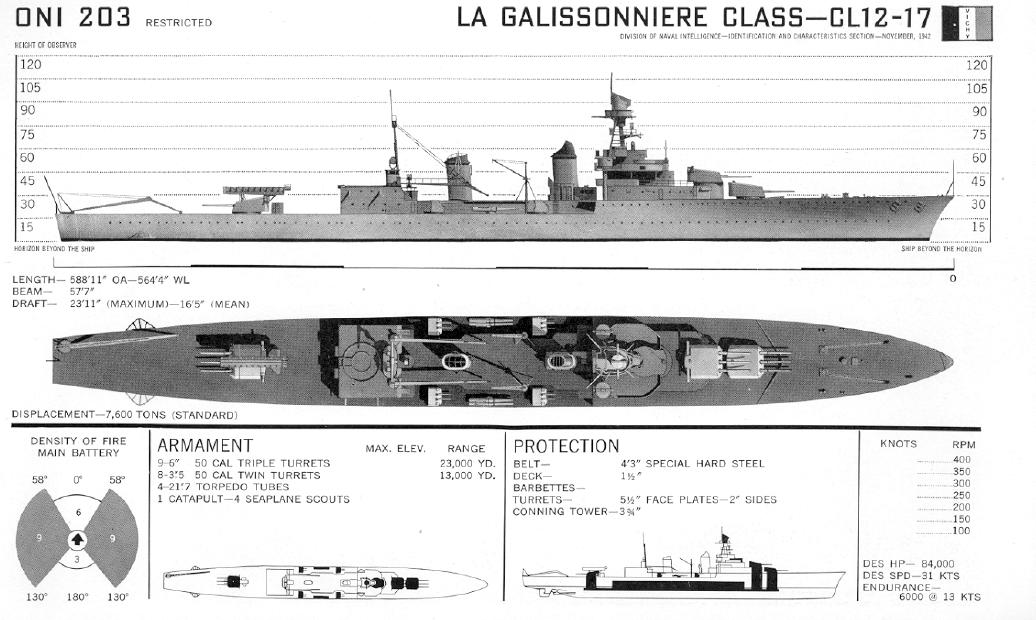
Schema identificativo delle unità classe La Galissonnière

Allo scoppio della seconda guerra mondiale nel settembre 1939 l'incrociatore era di base a Biserta e condusse una serie di pattugliamenti nelle acque della Tunisia fino al 18 novembre, quando fu inviato a Brest per lavori di grande manutenzione protrattisi fino al 1º marzo 1940; il lungo periodo ai lavori precluse all'incrociatore la possibilità di partecipare a particolari eventi bellici, e le sue operazioni non andarono oltre alcune crociere di pattugliamento nel Mediterraneo.
Dopo la capitolazione francese nel giugno 1940, il La Galissonnière rimase sotto il controllo del Governo di Vichy e fu inserito nella "flotta d'alto mare" di base a Tolone a partire dal gennaio 1941; la carenza di carburante e di manutenzione precluse all'incrociatore ulteriori sortite in mare, e a partire dal luglio 1941 la nave rimase di fatto in stato di disarmo nel porto di Tolone. Come il resto della flotta francese ancorata a Tolone, anche il La Galissonnière partecipò il 27 novembre 1942 all'autoaffondamento di massa, ordinato per impedire che le navi cadessero in mano ai tedeschi intenti a invadere il territorio della Francia di Vichy: l'equipaggio dell'incrociatore aprì le valvole a mare dello scafo e fece adagiare la nave sul basso fondale del porto.
Dopo lunghi negoziati tra tedeschi e italiani, nel dicembre 1942 si decise che il relitto dell'incrociatore passasse a questi ultimi perché potesse essere ripristinato e impiegato dalla Regia Marina; la nave venne quindi riportata a galla il 9 marzo 1943 assumendo la designazione di FR.12. I lavori di ripristino a Tolone proseguirono molto a rilento e non erano ancora completati quando, nel settembre 1943, l'Italia si arrese agli Alleati; il FR.12 tornò in mano ai tedeschi, ma ogni intento di completare i lavori fu abbandonato dopo che lo scafo ebbe riportato gravi danni in un bombardamento aereo statunitense su Tolone il 24 novembre 1943.
Lo scafo immobile della nave fu infine definitivamente colato a picco il 18 agosto 1944 durante una nuova incursione aerea della United States Army Air Force su Tolone, durante gli eventi dell'operazione Dragoon; il relitto fu infine recuperato e demolito nel 1952